# Copa do Brasil de Futebol Feminino 2015
Der Wettbewerb um die Copa do Brasil de Futebol Feminino 2015 war die neunte Austragung des nationalen Verbandspokals im Frauenfußball der Confederação Brasileira de Futebol (CBF) in Brasilien. Pokalsieger wurde die AE Kindermann aus Caçador im Bundesstaat Santa Catarina.

## Modus
Der Wettbewerb wurde in einem Rundenturnier ausgetragen, den die teilnehmenden zweiunddreißig Vereine im K.-o.-System bestreiten mussten. Jede Runde wurde ein Hin- und Rückspiel gespielt, in denen die Auswärtstorregelung galt. Hatte aber eine Gastmannschaft das Hinspiel mit einer Differenz von mindestens drei Toren gewonnen, ist das Rückspiel zu ihren Gunsten entfallen. Dies galt nur für die ersten zwei Runden.

## Teilnehmende Vereine
| Bundesstaat         | Verein             | Qualifikation                     |
| ------------------- | ------------------ | --------------------------------- |
| Acre                | AD Assermurb       | Gewinner des Auswahlturniers 2014 |
| Alagoas             | UD Alagoana        | Staatsmeisterschaft 2014: 1.      |
| Amapá               | Santana EC         | Staatsmeisterschaft 2014: 1.      |
| Amazonas            | EC Iranduba        | Staatsmeisterschaft 2014: 1.      |
| Bahia               | São Francisco EC   | Staatsmeisterschaft 2014: 1.      |
| Bahia               | EC Vitória         | Staatsmeisterschaft 2014: 2.      |
| Ceará               | Juventus           | Staatsmeisterschaft 2014: 1.      |
| Distrito Federal    | CRESSPOM           | Distriktmeisterschaft 2014: 1.    |
| Espírito Santo      | Comercial SC       | Staatsmeisterschaft 2014: 1.      |
| Goiás               | Aliança FC         | Staatsmeisterschaft 2014: 1.      |
| Maranhão            | EC Viana           | Staatsmeisterschaft 2014: 1.      |
| Mato Grosso         | Operário FC        | Staatsmeisterschaft 2014: 1.      |
| Mato Grosso do Sul  | SER Chapadão       | Staatsmeisterschaft 2014: 1.      |
| Minas Gerais        | Santa Cruz FC      | Staatsmeisterschaft 2014: 1.      |
| Pará                | Tuna Luso          | Staatsmeisterschaft 2014: 1.      |
| Paraíba             | ---                | ---                               |
| Paraná              | Foz Cataratas FC   | Staatsmeisterschaft 2014: 1.      |
| Pernambuco          | Acadêmica Vitória  | Staatsmeisterschaft 2014: 1.      |
| Pernambuco          | América FC         | Staatsmeisterschaft 2014: 3.      |
| Pernambuco          | Náutico Capibaribe | Staatsmeisterschaft 2014: 4.      |
| Piauí               | Abelhas Rainhas    | Staatsmeisterschaft 2014: 1.      |
| Rio de Janeiro      | Botafogo FR        | Staatsmeisterschaft 2014: 1.      |
| Rio de Janeiro      | Duque de Caxias FC | Staatsmeisterschaft 2014: 2.      |
| Rio Grande do Norte | SE União           | vom Verband nominiert             |
| Rio Grande do Sul   | EC Cruzeiro        | Staatsmeisterschaft 2014: 1.      |
| Rondônia            | SC Genus           | Staatsmeisterschaft 2014: 1.      |
| Roraima             | São Raimundo EC    | Staatsmeisterschaft 2014: 1.      |
| Santa Catarina      | AE Kindermann      | Staatsmeisterschaft 2014: 1.      |
| Santa Catarina      | Chapecoense        | Staatsmeisterschaft 2014: 2.      |
| São Paulo           | São José EC        | Staatsmeisterschaft 2014: 1.      |
| São Paulo           | Ferroviária        | Staatsmeisterschaft 2014: 2.      |
| São Paulo           | Rio Preto EC       | Staatsmeisterschaft 2014: 3.      |
| Sergipe             | ---                | ---                               |
| Tocantins           | AA Estrela Real    | Staatsmeisterschaft 2014: 1.      |

## Erste Runde
Spielaustragungen zwischen dem 4. und 12. Februar 2015.
|                    | Gesamt |                    | Hinspiel | Rückspiel |
| ------------------ | ------ | ------------------ | -------- | --------- |
| SE União           | 0:5    | Acadêmica Vitória  | 0:5      | ---       |
| Chapecoense        | 0:6    | Foz Cataratas FC   | 0:6      | ---       |
| CRESSPOM           | 1:9    | Botafogo FR        | 1:2      | 0:7       |
| Operário FC        | 3:5    | Rio Preto EC       | 1:3      | 2:2       |
| Juventus           | 5:4    | EC Vitória         | 3:2      | 2:2       |
| SER Chapadão       | 0:4    | São José EC        | 0:4      | ---       |
| EC Cruzeiro        | 2:6    | Ferroviária        | 2:4      | 0:2       |
| SC Genus1          | 2:1    | AD Assermurb1      | 1:1      | 1:0       |
| Santa Cruz FC      | 4:2    | Duque de Caxias FC | 2:1      | 2:1       |
| Santana EC         | 1:11   | Tuna Luso          | 1:11     | ---       |
| Náutico Capibaribe | 0:3    | São Francisco EC   | 0:3      | ---       |
| Abelhas Rainhas    | 5:3    | EC Viana           | 2:1      | 3:2       |
| AA Estrela Real    | 6:3    | Aliança FC         | 3:2      | 3:1       |
| São Raimundo EC    | 0:2    | EC Iranduba        | 0:0      | 0:2       |
| América FC         | 0:3    | UD Alagoana        | 2:2      | 0:1       |
| Comercial SC       | 0:3    | AE Kindermann      | 0:3      | ---       |

1SC Genus ist wegen des Einsatzes von nichtgemeldeten Spielerinnen disqualifiziert wurden.

## Zweite Runde
Spielaustragungen zwischen dem 18. Februar und 3. März 2016.
|                 | Gesamt          |                   | Hinspiel | Rückspiel |
| --------------- | --------------- | ----------------- | -------- | --------- |
| Abelhas Rainhas | 1:4             | AE Kindermann     | 0:1      | 1:3       |
| Tuna Luso       | 1:7             | Ferroviária       | 1:2      | 0:5       |
| Botafogo FR     | 2:2             | Foz Cataratas FC  | 2:1      | 0:1       |
| Juventus        | 0:3             | São José EC       | 0:3      | ---       |
| Santa Cruz FC   | 2:2 (4:5 i. E.) | São Francisco EC  | 2:0      | 0:2       |
| EC Iranduba     | 1:4             | Acadêmica Vitória | 1:4      | ---       |
| AA Estrela Real | 0:3             | Rio Preto EC      | 0:3      | ---       |
| UD Alagoana     | 8:1             | AD Assermurb      | 3:1      | 5:0       |

## Viertelfinale
Spielaustragungen zwischen dem 4. und 15. März 2015.
|                   | Gesamt |                  | Hinspiel | Rückspiel |
| ----------------- | ------ | ---------------- | -------- | --------- |
| Acadêmica Vitória | 3:2    | Rio Preto EC     | 2:1      | 1:1       |
| AE Kindermann     | 4:1    | São José EC      | 3:0      | 1:1       |
| Ferroviária       | 8:3    | São Francisco EC | 2:0      | 6:3       |
| UD Alagoana       | 0:14   | Foz Cataratas FC | 0:7      | 0:7       |

## Halbfinale
Spielaustragungen zwischen dem 18. und 25. März 2015.
|                  | Gesamt |                   | Hinspiel | Rückspiel |
| ---------------- | ------ | ----------------- | -------- | --------- |
| Ferroviária      | 6:3    | Acadêmica Vitória | 5:1      | 1:2       |
| Foz Cataratas FC | 1:3    | AE Kindermann     | 1:0      | 0:3       |

## Finale

### Hinspiel
| Ferroviária                                                    | Ferroviária | AE Kindermann | AE Kindermann |
| -------------------------------------------------------------- | --- | --- | ------------- |
| Ferroviária                                                    | \| 1. April 2015 in Araraquara (Estádio Doutor Adhemar de Barros) \| \| Ergebnis: 3:3 (1:1) \| \| Schiedsrichter: José Claudio Rocha Filho \| | \| 1. April 2015 in Araraquara (Estádio Doutor Adhemar de Barros) \| \| Ergebnis: 3:3 (1:1) \| \| Schiedsrichter: José Claudio Rocha Filho \| | AE Kindermann |
| Ferroviária                                                    | Cheftrainer: Leornado André Mendes | Cheftrainer: Josué Henrique Kaercher | AE Kindermann |
| Ferroviária                                                    | 1:1 Patrícia Llanos (26.) 2:2 Daiane Rodrigues (81.) 3:3 Rafaela Pereira (85.)                                                                | 0:1 Byanca Brasil (5.) 1:2 Djenifer Becker (57.) 2:3 Patrícia Sochor (82.)                                                                    | AE Kindermann |
| 1. April 2015 in Araraquara (Estádio Doutor Adhemar de Barros) | | |               |
| Ergebnis: 3:3 (1:1)                                            | | |               |
| Schiedsrichter: José Claudio Rocha Filho                       | | |               |

### Rückspiel
| AE Kindermann                                                 | AE Kindermann | Ferroviária | Ferroviária |
| ------------------------------------------------------------- | --- | --- | ----------- |
| AE Kindermann                                                 | \| 8. April 2015 in Caçador (Estádio Carlos Alberto Costa Neves) \| \| Ergebnis: 5:2 (1:1) \| \| Schiedsrichter: Rodrigo Alonso Ferreira \| | \| 8. April 2015 in Caçador (Estádio Carlos Alberto Costa Neves) \| \| Ergebnis: 5:2 (1:1) \| \| Schiedsrichter: Rodrigo Alonso Ferreira \| | Ferroviária |
| AE Kindermann                                                 | Cheftrainer: Josué Henrique Kaercher | Cheftrainer: Leornado André Mendes | Ferroviária |
| AE Kindermann                                                 | 1:1 Djenifer Becker (24.) 2:1 Patrícia Sochor (47.) 3:1 Byanca Brasil (49.) 4:1 Daiane Moretti (59.) 5:2 Patrícia Sochor (82.)              | 0:1 Nayarah Inojo 4:2 Mimi (63.) | Ferroviária |
| 8. April 2015 in Caçador (Estádio Carlos Alberto Costa Neves) | | |             |
| Ergebnis: 5:2 (1:1)                                           | | |             |
| Schiedsrichter: Rodrigo Alonso Ferreira                       | | |             |

## Beste Torschützinnen
| Rang | Spieler       | Klub          | Tore |
| ---- | ------------- | ------------- | ---- |
| 1.   | Byanca Brasil | AE Kindermann | 9    |
| 2.   | Nenê          | Ferroviária   | 7    |
| 3.   | Paula Vicenzo | Ferroviária   | 6    |
| 3.   | Geyse         | UD Alagoana   | 6    |

## Gesamtklassement
Die Tabelle dient lediglich zur Feststellung der Platzierung der einzelnen Mannschaften im Wettbewerb. Vorrangiges Kriterium in der Sortierung hat das Erreichen der jeweiligen Runde. Darauf folgen:
1. Anzahl Punkte
2. Anzahl Siege
3. Tordifferenz
4. Anzahl erzielter Tore
5. Direkter Vergleich

| Pl. | Verein             | Sp. | S | U | N | Tore    | Diff. | Punkte |
| --- | ------------------ | --- | - | - | - | ------- | ----- | ------ |
| 1.  | AE Kindermann      | 9   | 6 | 2 | 1 | 019:800 | +11   | 20     |
| 2.  | Ferroviária        | 10  | 7 | 1 | 2 | 026:150 | +11   | 22     |
| 3.  | Foz Cataratas FC   | 7   | 5 | 0 | 2 | 023:500 | +18   | 15     |
| 4.  | Acadêmica Vitória  | 6   | 4 | 1 | 1 | 015:900 | +6    | 13     |
| 5.  | UD Alagoana        | 6   | 3 | 1 | 2 | 011:170 | −6    | 10     |
| 6.  | Rio Preto EC       | 5   | 2 | 2 | 1 | 010:600 | +4    | 08     |
| 7.  | São José EC        | 4   | 2 | 1 | 1 | 008:400 | +4    | 07     |
| 8.  | São Francisco EC   | 5   | 2 | 0 | 3 | 008:100 | −2    | 06     |
| 9.  | Santa Cruz FC      | 4   | 3 | 1 | 0 | 006:400 | +2    | 10     |
| 10. | Botafogo FR        | 4   | 3 | 0 | 1 | 011:300 | +8    | 09     |
| 11. | AA Estrela Real    | 3   | 2 | 0 | 1 | 006:600 | ±0    | 06     |
| 12. | Abelhas Rainhas    | 4   | 2 | 0 | 2 | 006:700 | −1    | 06     |
| 13. | EC Iranduba        | 3   | 1 | 1 | 1 | 003:400 | −1    | 04     |
| 14. | Juventus           | 3   | 1 | 1 | 1 | 005:700 | −2    | 04     |
| 15. | Tuna Luso          | 3   | 1 | 0 | 2 | 012:800 | +4    | 03     |
| 16. | AD Assermurb       | 4   | 0 | 1 | 3 | 002:100 | −8    | 01     |
| 17. | SC Genus           | 2   | 1 | 1 | 0 | 002:100 | +1    | 04     |
| 18. | EC Vitória         | 3   | 0 | 1 | 2 | 004:500 | −1    | 01     |
| 19. | América FC         | 2   | 0 | 1 | 1 | 002:300 | −1    | 01     |
| 20. | Operário FC        | 2   | 0 | 1 | 1 | 003:500 | −2    | 01     |
| 21. | São Raimundo EC    | 2   | 0 | 1 | 1 | 000:200 | −2    | 01     |
| 22. | EC Viana           | 2   | 0 | 0 | 2 | 003:500 | −2    | 0      |
| 23. | Duque de Caxias FC | 2   | 0 | 0 | 2 | 002:400 | −2    | 0      |
| 24. | Aliança FC         | 2   | 0 | 0 | 2 | 003:600 | −3    | 0      |
| 25. | Náutico Capibaribe | 1   | 0 | 0 | 1 | 000:300 | −3    | 0      |
| 25. | Comercial SC       | 1   | 0 | 0 | 1 | 000:300 | −3    | 0      |
| 27. | EC Cruzeiro        | 2   | 0 | 0 | 2 | 002:600 | −4    | 0      |
| 28. | SER Chapadão       | 1   | 0 | 0 | 1 | 000:400 | −4    | 0      |
| 29. | SE União           | 1   | 0 | 0 | 1 | 000:500 | −5    | 0      |
| 30. | Chapecoense        | 1   | 0 | 0 | 1 | 000:600 | −6    | 0      |
| 31. | CRESSPOM           | 2   | 0 | 0 | 2 | 001:900 | −8    | 0      |
| 32. | Santana EC         | 1   | 0 | 0 | 1 | 001:110 | −10   | 0      |

Die Tabelle ist zur Feststellung des brasilianischen Vertreters zum Wettbewerb der Copa Libertadores Femenina 2016 relevant geworden, nachdem die CBF weder den Meister noch den Vizemeister der Saison 2015 dafür berücksichtigt hat. Stattdessen wurde der Vertreter aus dem Pokalwettbewerb ermittelt. Weil Pokalsieger Kindermann den Spielbetrieb eingestellt hatte und Ferroviária als Titelverteidiger der Copa Libertadores bereits gesetzt war, ist der Qualifikationsplatz dem Drittplatzierten Foz Cataratas zugefallen.

## Saison 2015
- Campeonato Brasileiro de Futebol Feminino 2015
- Campeonato Brasileiro Série A 2015

## Weblink
- www.cbf.com.br – Saisonstatistik Copa do Brasil de Futebol Feminino 2015.